# 페토르카
페토르카(스페인어: Petorca)는 칠레 발파라이소 주 페토르카 현의 코무나이다.